# Parascopas robertsi
Parascopas robertsi är en insektsart som beskrevs av Ronderos 1976. Parascopas robertsi ingår i släktet Parascopas och familjen gräshoppor. Inga underarter finns listade i Catalogue of Life.